# Герб Салватерри-де-Магуша
Ге́рб Салвате́рри-де-Ма́гуша — офіційний символ містечка Салватерра-де-Магуш, Португалія. Використовується як територіальний герб. У синьому щиті золотий бик, що крокує праворуч. У главі щита пурпурове виноградне гроно з золотим листям. Обабіч нього два пучки з трьох золотих пшеничних колосків. Щит увінчує срібна мурована містечкова корона з чотирма вежами.  Під щитом біла стрічка, на якій великими літерами напис португальською: «vila de Salvaterra de Magos» (містечко Салватерра-де-Магуш).  Офіційно затверджений 25 березня 1936 року.  

## Галерея

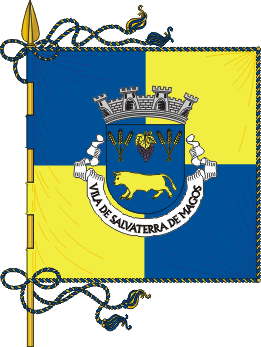
Прапор